# Cyrto-hypnum intermedium
Cyrto-hypnum intermedium är en bladmossart som beskrevs av David Maughan Churchill 1994. Cyrto-hypnum intermedium ingår i släktet Cyrto-hypnum och familjen Thuidiaceae. Inga underarter finns listade i Catalogue of Life.